# Magic Leap
Magic Leap est une startup américaine travaillant sur une technologie de réalité augmentée, fondée en 2010 par Rony Abovitz. Basée à Dania Beach, la société a levé depuis sa création 2 milliards de dollars auprès d'investisseurs de premier rang, parmi lesquels Google, Alibaba, Andreessen Horowitz et Qualcomm. Le casque de réalité augmentée Magic Leap One sera lancé en 2018 pour les développeurs.

## Historique
D'après Gizmodo, Magic Leap aurait d'abord été un studio d'animation, travaillant en partenariat avec Weta Workshop sur un scénario destiné à être décliné en bande dessinée et en une série de longs métrages. En 2011, le studio devient une entreprise à part entière et lance notamment Hour Blue, une application de réalité augmentée. Le recrutement du Pr Eric Seibel, chercheur à l'Université de Washington, laisse également penser que Magic Leap cherche à mettre à profit son travail sur un endoscope de nouvelle génération qui pourrait être utilisé en sens inverse, comme projecteur miniature d'un faisceau lumineux directement sur la rétine de l'utilisateur.
Cette technologie de projecteur miniature fait l'objet d'une technologie nommée “Lightfield” (littéralement « champ de lumière » en français). Magic Leap a pour projet d'intégrer Lightfield dans son projet de lunette de réalité augmentée. Rony Abovitz (en) (PDG de Magic Leap) l’a décrit comme un système imitant notre perception visuelle, ce qui lui permet de créer des objets donnant l’illusion d’appartenir au réel.
« 
L’idée, c’est de ne pas avoir un écran que vous regardez mais plutôt d’utiliser l’écran que la nature nous a donné et de lui parler directement [...] Magic Leap crée un champ de lumière neurologiquement réel qui simule la réalité.
 »
En 2014, Magic Leap annonce le recrutement de l’écrivain de science-fiction Neal Stephenson en tant que « futuriste en chef » ; il se consacre à la création de contenu et de nouvelles expériences.
La start-up a mis en ligne[Quand ?] quelques vidéos faisant la présentation du potentiel de ses lunettes, elles sont disponibles sur la chaîne Youtube de Magic Leap. Néanmoins, il semble que ces vidéos ne présentent pas ce dont les lunettes sont capables, mais plutôt l'objectif que Rony Abovitz s'est fixé. En effet, le bruit court que les vidéos font l'objet de nombreux effets spéciaux et ne reflètent en rien ce qu'il est possible de faire avec les lunettes. Cette rumeur semble décevoir énormément les fans de la start-up, qui aurait donc menti sur son produit, ce qui lui aurait permis de capter d'importants financements de la part de Google principalement.
Selon le site Business Insider, le directeur général Rony Abovitz (en) se plaît à proposer des démonstrations de sa technologie à des célébrités La chanteuse Beyoncé aurait alors essayé le produit et se serait « ennuyée » lors de la démonstration.
Fin 2015, Magic Leap lève 1,4 milliard de dollars provenant d’investisseurs tels que Google et Alibaba.
En février 2017, une ancienne directrice de communication de Magic Leap assigne la société en justice et les accuse de discrimination sexiste.
Le 20 décembre 2017, la société annonce le lancement du casque de réalité augmentée nommé Magic Leap One en 2018 pour les développeurs.
Le 22 avril 2020, la société communique sur un licenciement de la moitié de ses effectifs (soit environ un millier de personnes).